# ラ・マラ・ロドリゲス
ラ・マラ・ロドリゲス（La Mala Rodríguez）は、スペインのヘレス・デ・ラ・フロンテーラ出身のヒップホップシンガー。スペインのフラメンコとヒップホップを融合。彼女の歌詞は主に浮浪者や、女性の社会的な問題について含んでいる。

## 来歴・人物
4歳の時、セビリアに移住し、マドリードに19歳のとき移住。
1998年、1999年頃からスペインのヒップホップシーンに登場。セビリアのシンガーグループSFDKとコラボレーションを行った。この時期から、彼女の音楽はラフかつハードコアさを増していった。
彼女の曲はいくつかの、スペイン語の映画などにも使われている。Lucía y el Sexo,Yo Putaや、メキシコ映画Y tu Mamá También、フランス映画, L'Auberge espagnoleなどがある。
その他、ビデオゲーム(The World Is Yours)内のいくつかの歌も彼女が担当した。
最近ヒットした、Por la nocheもスペイン映画"Yo Soy la Juani" (2007)で使用された。2007年に入ってから人気レゲトンデゥオのCalle13とも共演。
マラ・ロドリゲスは今年3枚目のアルバム、Machete Musicをリリース。
このCDにはテゴ・カルデロンとの共演曲も含まれている。

## ディスコグラフィー
- 2000 - "Lujo Ibérico"
- 2003 - "Alevosía"
- 2007 - "Malamarismo"

## リンク
- Official Website
- Official Fansite
- BrownPride.com
- RockEnEspanol.com
- DiarioLasAmericas.com Article in Spanish posted July 13, 2007 in Miami's Diario Las Americas daily newspaper
- Mala Rodriguez Concludes Her Appearance at the LAMC with Great Success Mala Rodriguez article posted in Chicago's Extra News, July 13, 2007